# Eulogio Balao
Eulogio Balauitan Balao (* 11. März 1907 in Tuguegarao, Cagayan; † 1977) war ein philippinischer Offizier und Politiker, der zeitweise Verteidigungsminister sowie für eine Legislaturperiode Senator war.

## Leben
Balao absolvierte nach Abschluss der High School in Tuguegarao 1926 die Aufnahmeprüfung für die Militärakademie (Philippine Military Academy), wurde jedoch wegen seines Alters für ein Jahr zurückgestellt und trat zwischenzeitlich als Gefreiter in die Polizei (Philippine Constabulary) ein. Im Juni 1927 trat er als Absolvent in die Militärakademie ein und wurde nach dessen Abschluss 1931 als Leutnant Dritter Klasse nach Laguna versetzt, wo er beim Aufstand in Zentral-Luzon in Santa Rosa verwundet wurde.
1936 wurde Balao zum Unterleutnant befördert und war zunächst als Instrukteur an der Polizeiakademie (Philippine Constabulary Academy) tätig, ehe er die Offiziersschule der US Army in Fort Benning in Georgia absolvierte. Nach seiner Rückkehr auf die Philippinen wurde er 1941 zum Hauptmann befördert und fand zunächst Verwendung als Verwaltungsoffizier in der 2. Infanterieeinheit in Mindanao unter dem Kommando von General Calixto Duque. Danach war er Instrukteur an der Militärakademie.
Während des Pazifikkrieges im Zweiten Weltkrieg wurde er zu den United States Army Forces, Far East (USAFFE) versetzt und übernahm die Funktion des Commanding Officer des 11. Infanteriebataillon der 11. Division. In der Folgezeit organisierte er diese Einheit und führte sie nach weiterer Ausbildung in verschiedene Kampfeinsätze. Die Einheit fügte während der Schlacht am Bessang Pass am 14. Juni 1945 den Truppen der Kaiserlich Japanischen Armee unter General Yamashita Tomoyuki empfindliche Verluste bei.
Nach Kriegsende wurde Balao zum Oberst befördert und kommandierte in der Folgezeit zahlreiche Kampfeinsätze gegen die Hukbalahap in Zentral- und Süd-Luzon. 1949 übernahm er die Funktion als Militärattaché an der Botschaft in der Volksrepublik China und wurde 1953 zum Brigadegeneral befördert.
Aufgrund seiner militärischen Verdienste, Tapferkeit und Erfahrung wurde er am 11. März 1954 zum Vize-Chef des Stabes der Streitkräfte der Philippinen (Armed Forces of the Philippines) ernannt und bekleidete dieses Amt, bis er am 3. Januar 1956 von Präsident Ramon Magsaysay als Nachfolger von Sotero B. Cabahug zum Verteidigungsminister (Secretary of National Defense). Dieses Ministeramt übte er auch in der Regierung von Magsaysays Nachfolger Carlos P. Garcia bis zu seiner Ablösung durch Jesus M. Vargas am 27. August 1957 aus.
Im Anschluss kandidierte Balao erfolgreich für einen Sitz im Senat, dem er für eine Legislaturperiode vom 30. Dezember 1957 bis zum 30. Dezember 1963 an.
Für seine langjährigen Verdienste wurde er mit dem Distinguished Service Star ausgezeichnet sowie Kommandeur der Philippine Legion of Honor.